# Klifrak (Schiff)
Klifrak ist der Name eines niederländischen Fahrgastschiffes, das ursprünglich in Deutschland beheimatet war.

## Geschichte
Das Schiff wurde 1926 bei Wilhelm Ertel in Berlin gebaut. Sein erster Name war Willi bzw. Willy. Kurt Groggert berichtet, dass Willi im Jahr 1931 zur Flotte des Reeders Wilhelm Kläne aus Erkner gehörte. Das Schiff durfte damals 275 Personen befördern und war damit das größte der Flotte, zu der außerdem noch die Schiffe Röschen, Gertrud und Alfred gehörten. 1935 war der Schiffsbestand Wilhelm Klänes unverändert, allerdings gibt Groggert für diese Zeit die Schreibung des Schiffsnamens mit y wieder. Wilhelm Kläne, damals in Alt-Buchhorst und Berlin ansässig, betrieb seine Reederei seit 1910. Laut Groggert war Willy ein Motorschiff, laut Homepage des Betreibers der Klifrak wurde das Schiff aber zunächst von einer Dampfmaschine angetrieben.
Das Schiff Willy kam während des Zweiten Weltkrieges über den Ludwigskanal auf die Donau, nachdem es von der Wehrmacht beschlagnahmt worden war. Dieses Schicksal teilte Willy mit der Rheinpfalz der Reederei Nobiling und Bruno Hartwigs Titania. Die Schiffe wurden in Kelheim stationiert und zunächst von der Wehrmacht genutzt. Später wurden sie an den Bayerischen Lloyd vermietet und als Fahrgastschiffe und Schlepper genutzt, weshalb der hintere Teil der verglasten Aufbauten abgenommen werden musste. Für den Transport durch die engen Schleusen des Ludwigskanals hatte man bereits die Scheuerleisten entfernen müssen. Alle drei Schiffe wurden Ende der 1950er Jahre als Fahrgastschiffe zwischen Kelheim und dem Kloster Weltenburg genutzt. Während die Titania bis zu ihrer Verschrottung 1971 und die Rheinpfalz bis 1984 ihren Namen behielten, wurde die Willy mehrmals umgetauft. Laut der Homepage des Betreibers wurde Willy im Jahr 1971 an Köck in Passau verkauft und auf den Namen Jochenstein umgetauft. Erst damals sei das Schiff zum Motorschiff umgerüstet worden und habe einen Motor von Deutz erhalten. 1981 sei das Schiff in den Besitz der Regensburger Personenschifffahrt Klinger übergegangen und auf den Namen Rataspona umgetauft worden. Dieser Wechsel sei auch mit einem Austausch des hölzernen Salonaufbaus gegen einen stählernen Aufbau einhergegangen. 1998 sei das Schiff erneut verkauft worden und seitdem als Charterschiff Klifrak in Fahrt. Sowohl Groggert als auch Dieter Schubert erwähnen aber, dass das Schiff zeitweise auch Weltenburg geheißen habe. Im Binnenschifferforum wird präzisiert, das Schiff habe von 1950 bis zum Verkauf an Köck den Namen Weltenburg getragen.
Schubert kennt das Schiff noch als Rataspona der Regensburger Personenschiffahrt Klinger GmbH und gibt an, dass es nach der Saison 1997 nach Holland verkauft wurde. Zu Schuberts Zeiten hatte das Schiff einen 144-PS-Motor und eine Zulassung zur Beförderung von 200 Fahrgästen. Die Rataspona wurde in der Saison 1998 durch eine neue ersetzt, die 1976 auf der Lux-Werft gebaute Rataspona.
Der Name Rataspona hatte bei Klinger Tradition: Die wohl erste Rataspona des Unternehmens war ein 1931 gebautes Schiff, das 1974 vom Personenschiffsverkehr Josef Schweiger in Kelheim zu Klinger kam. Schweigers Schiffe hießen traditionell Renate, so auch dieses Schiff, das 1974 durch eine neue Renate ersetzt wurde. Schweigers erste Renate wurde also Klingers erste Rataspona. Auch die zweite Renate Schweigers ging später in den Besitz Klingers über. Sie erhielt dort den Namen Johannes Kepler.